# Ghost River (Bow River)
Der Ghost River ist ein ca. 72 km langer linker Nebenfluss des Bow River im Südwesten der kanadischen Provinz Alberta.

## Flusslauf
Der Ghost River entspringt am Südwesthang des Mount Oliver auf 2360 m Höhe in den Kanadischen Rocky Mountains. Er fließt anfangs 16 km nach Süden und wendet sich anschließend nach Osten. Das Einzugsgebiet der ersten 20 Flusskilometer liegt in der Ghost River Wilderness Area. Nach etwa 45 km trifft der South Ghost River von rechts auf den Ghost River. Der Ghost River mündet schließlich 47 km östlich von Canmore in den zum Ghost Lake aufgestauten Bow River. Der Ghost River wird seit Fertigstellung des Ghost Dam im Jahr 1929 auf den letzten 2,5 km überflutet. Den unteren 20 Flusskilometern folgt der Alberta Highway 40. Der Alberta Highway 1A überquert die Mündung des Ghost River. Etwa 11 km oberhalb der Einmündung des South Ghost River gab es einen etwa 7 km langen Ableitungskanal zum westlich gelegenen Lake Minnewanka. Durch Hochwasser und Erdrutsche wurde dieser verschüttet.

## Hydrologie
Der Ghost River entwässert ein Areal von etwa 940 km². Der mittlere Abfluss beträgt 5,9 m³/s. Die höchsten Abflüsse treten gewöhnlich im Juni auf.